# Kolla polita
Kolla polita är en insektsart som beskrevs av Walker 1857. Kolla polita ingår i släktet Kolla och familjen dvärgstritar. Inga underarter finns listade i Catalogue of Life.